# Piedmont Airlines

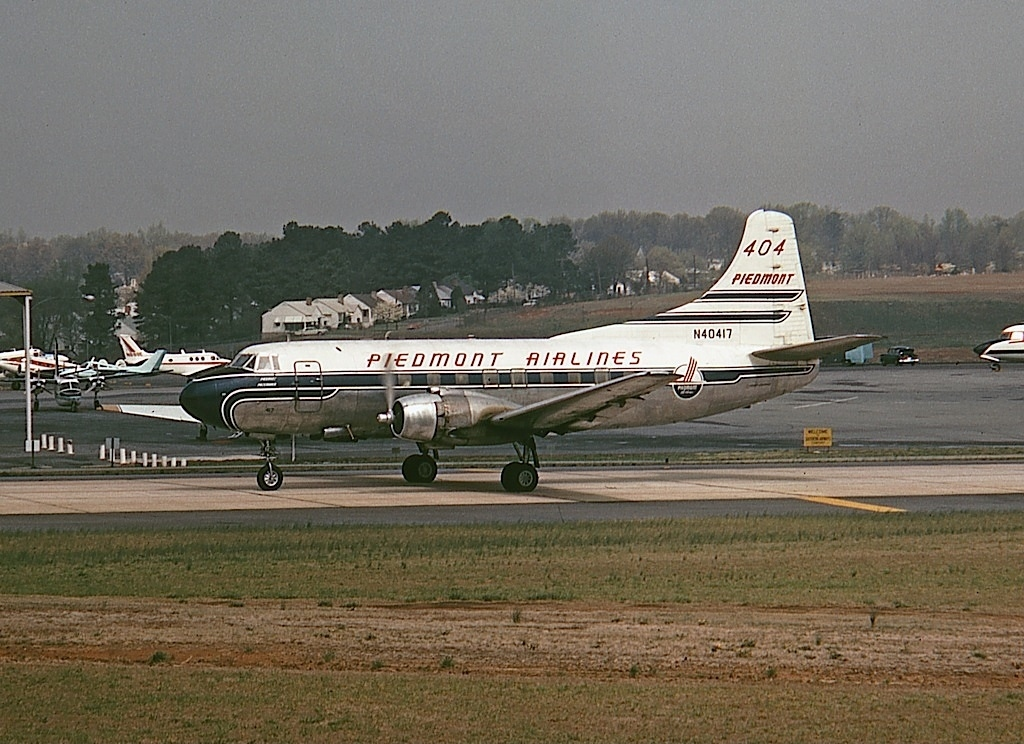
Martin 4-0-4, Piedmont Airlines, 1967

Piedmont Airlines var ett amerikanskt flygbolag som sedan 1980-talet ingår i US Airways.